# عبيد المنزل

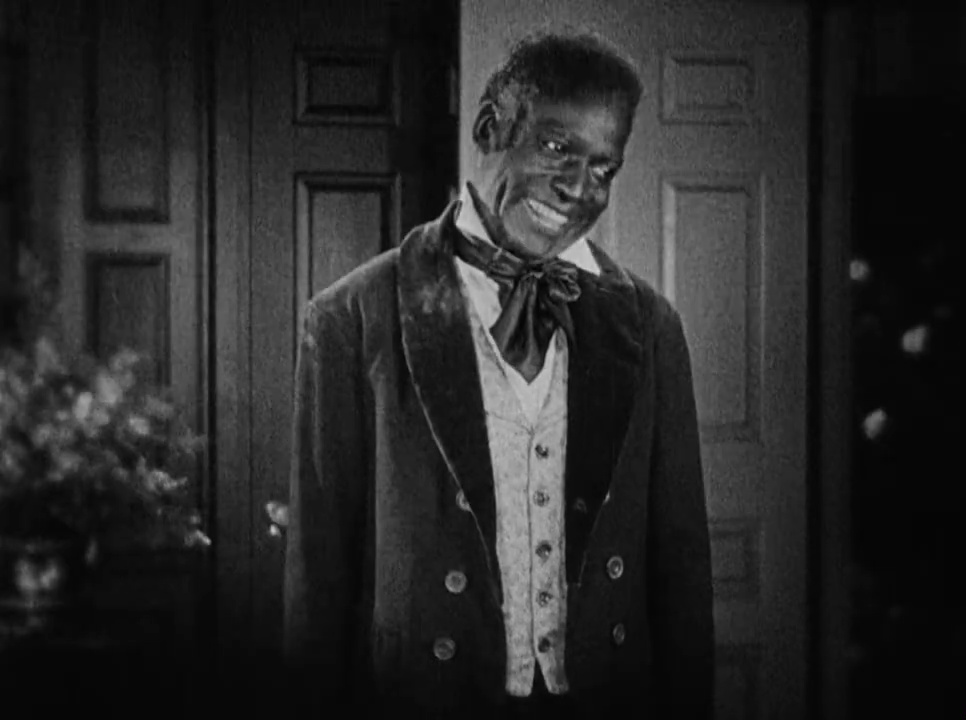
جيمس لوي في لقطة من فيلم الدراما الأمريكي "كوخ العم توم" (١٩٢٧).

عبيد المنزل، هم العبيد الذين عملوا وغالبا ما يكانوا يعيشون في منزل سيدهم، مؤدين للأعمال المنزلية كالطبخ والتنظيف وتقديم الطعام ورعاية الأطفال. إلا أن وضعهم كعبيد كان يعرضهم لانتهاكات شديدة، بما في ذلك العقاب البدني والاستغلال الجنسي.
أول من استعمل هذا المصطلح سياسيا هو مالكوم إكس، في خطابه عام 1963 بعنوان "رسالة إلى القاعدة الشعبية"، إذ أشار أن "عبيد المنزل" يتماهون مع السيد ويخافون على سلامته، في حين يتمنى "عبيد الحقل" فناءه وفناء العبودية.
في الولايات المتحدة، اختلفت معاملة العبيد وفقا للون بشرتهم. فالعبيد ذوي البشرة الداكنة عملوا في الحقول، بينما كان خدم المنزل ذوو البشرة الفاتحة نسبيا يحصلون على ملابس وطعام ومسكن أفضل نسبيا، وكانوا يتمتعون بمكانة ومستوى معيشة أعلى من عبيد الحقول الذين يعلمون في الهواء الطلق. 
ظهر مصطلح "زنجي المنزل" في المطبوعات بحلول عام 1711. في 21 مايو من ذلك العام، أعلنت صحيفة بوسطن نيوز ليتر عن "فتاة زنجية منزلية شابة تبلغ من العمر ١٩ عامًا وتتحدث الإنجليزية للبيع". في عام ١٨٠٧، وصف تقرير صادر عن المؤسسة الأفريقية في لندن حادثة طُلب فيها من امرأة عجوز العمل في الحقل بعد رفضها رش الماء المالح والبارود على جروح عبيد آخرين جُلدوا. ووفقًا للتقرير، كانت تتمتع سابقًا بمكانة مرموقة كـ "زنجية منزلية".
يستعمل المصطلح اليوم مجازيا، للتعبير عن حالات شبيه يتعاون فيها البعض من المضطهدين مع سيدهم ضد مضطهدين آخرين من أبناء جلدتهم. 